# Maculauger cinctellus
Maculauger cinctellus é uma espécie de gastrópode do gênero Maculauger, pertencente a família Terebridae.